# 쿠쟁 문제
복소기하학에서 쿠쟁 문제(Cousin問題, 영어: Cousin problems)는 복소다양체 위의, 정칙 함수의 층과 유리형 함수의 층 사이의 관계에 대한 두 개의 유명한 문제이다.

## 정의
복소다양체 {\displaystyle M} 및 열린 덮개 {\displaystyle \{U_{i}\}} 및 유리형 함수 {\displaystyle f_{i}\colon U_{i}\to {\hat {\mathbb {C} }}}가 주어졌다고 하자.

### 제1 쿠쟁 문제
모든 {\displaystyle i,j}에 대하여, 만약 {\displaystyle U_{i}\cap U_{j}\neq \varnothing }이라면 {\displaystyle f_{i}|_{U_{i}\cap U_{j}}-f_{j}|_{U_{i}\cap U_{j}}}가 정칙함수라고 하자. 그렇다면, 제1 쿠쟁 문제는 다음 조건을 만족시키는 유리형 함수 {\displaystyle f\colon M\to {\hat {\mathbb {C} }}}가 존재하는지에 대한 문제이다.
- 모든 {\displaystyle i}에 대하여, {\displaystyle f|_{U_{i}}-f_{i}}는 정칙 함수이다.

이는 층 코호몰로지로 다음과 같이 서술할 수 있다. {\displaystyle {\mathcal {K}}}가 {\displaystyle M} 위의 유리형 함수의 층이며, {\displaystyle {\mathcal {O}}}가 {\displaystyle M} 위의 정칙 함수들의 층이라고 하자. 그렇다면 몫층 {\displaystyle {\mathcal {K}}/{\mathcal {O}}}를 정의할 수 있으며, 자연스러운 사상
{\displaystyle \Gamma _{M}({\mathcal {K}}){\xrightarrow {\phi }}\Gamma _{M}({\mathcal {K}}/{\mathcal {O}})}
가 존재한다. 여기서 {\displaystyle \Gamma _{M}}은 대역적 단면들의 아벨 군이다.
{\displaystyle \{f_{i}\}_{i\in I}}는 {\displaystyle {\mathcal {K}}/{\mathcal {O}}}의 대역적 단면을 정의한다. 만약 위 조건을 만족시키는 유리형 함수 {\displaystyle f}가 존재한다면, 이는 {\displaystyle \{f_{i}\}_{i\in I}}가 사상 {\displaystyle \phi }의 상에 포함된다는 것과 같다. 즉, 제1 쿠쟁 문제는 사상 {\displaystyle \phi }가 전사 사상인지 여부를 묻는다.
층 코호몰로지의 긴 완전열을 사용하면, {\displaystyle \Gamma _{M}(-)}은 0차 층 코호몰로지 {\displaystyle H^{0}(M;-)}과 같으므로,
{\displaystyle H^{0}(M;{\mathcal {K}}){\xrightarrow {\phi }}H^{0}(M;{\mathcal {K}}/\mathbf {O} )\to H^{1}(M;{\mathcal {O}})\to \cdots }
와 같은 긴 완전열이 존재한다. 따라서, 만약 {\displaystyle H^{1}(M;{\mathcal {O}})}가 자명군이라면 {\displaystyle \phi }는 전사 사상이 되며, 제1 쿠쟁 문제가 해결 가능하다. 특히, 카르탕 B정리에 따라서, 만약 {\displaystyle M}이 슈타인 다양체라면 제1 쿠쟁 문제가 해결 가능하다.

### 제2 쿠쟁 문제
모든 {\displaystyle i,j}에 대하여, 만약 {\displaystyle U_{i}\cap U_{j}\neq \varnothing }이라면 {\displaystyle (f_{i}|_{U_{i}\cap U_{j}})/(f_{j}|_{U_{i}\cap U_{j}})}가 어디서나 0이 아닌 정칙함수라고 하자. 그렇다면, 제1 쿠쟁 문제는 다음 조건을 만족시키는 유리형 함수 {\displaystyle f\colon M\to {\hat {\mathbb {C} }}}가 존재하는지에 대한 문제이다.
- 모든 {\displaystyle i}에 대하여, {\displaystyle f|_{U_{i}}/f_{i}}는 정칙함수이며, 어디서나 0이 아니다.

{\displaystyle {\mathcal {O}}^{*}}가 어디서나 0이 아닌 정칙 함수들의 곱셈군의 층이며, {\displaystyle {\mathcal {K}}^{*}}가 모든 곳에서 0이 아닌 유리형 함수들의 곱셈군의 층이라고 하자. 그렇다면 몫층 {\displaystyle {\mathcal {K}}^{*}/{\mathcal {O}}^{*}} 및 사상
{\displaystyle \Gamma _{M}({\mathcal {K}}^{*}){\xrightarrow {\phi }}\Gamma _{M}({\mathcal {K}}^{*}/{\mathcal {O}}^{*})}
를 정의할 수 있다. 이 경우 {\displaystyle \{f_{i}\}_{i\in I}}는 {\displaystyle {\mathcal {K}}^{*}/{\mathcal {O}}^{*}}의 대역적 단면을 정의하며, {\displaystyle f}는 {\displaystyle {\mathcal {K}}^{*}}의 대역적 단면이다. 따라서, 제2 쿠쟁 문제는 {\displaystyle \phi }가 전사 사상인지 여부와 동치이다.
제1 쿠쟁 문제와 마찬가지로, 층 코호몰로지의 긴 완전열을 사용하면
{\displaystyle H^{0}(M;{\mathcal {K}}^{*}){\xrightarrow {\phi }}H^{0}(M;{\mathcal {K}}^{*}/{\mathcal {O}}^{*})\to H^{1}(M;{\mathcal {O}}^{*})}
이다. 따라서, 제2 쿠쟁 문제는 {\displaystyle H^{1}(M;{\mathcal {O}}^{*})=0}인 경우에만 풀 수 있다. 이 층 코호몰로지 군은 구체적으로 다음과 같이 적을 수 있다. 다음과 같은 짧은 완전열
{\displaystyle 0\to {\underline {2\pi i\mathbb {Z} }}\to {\mathcal {O}}{\xrightarrow {\exp }}{\mathcal {O}}^{*}\to 0}
이 존재하므로, 이로부터 다음과 같은 지수열을 정의할 수 있다.
{\displaystyle H^{1}(M;{\mathcal {O}})\to H^{1}(M;{\mathcal {O}}^{*})\to 2\pi iH^{2}(M;\mathbb {Z} )\to H^{2}(M;{\mathcal {O}})\to \cdots }
슈타인 다양체의 경우, 카르탕 B정리에 의하여 {\displaystyle H^{1}(M;{\mathcal {O}})\cong H^{2}(M;{\mathcal {O}})\cong 0}이다. 따라서
{\displaystyle 0\to H^{1}(M;{\mathcal {O}}^{*})\to 2\pi iH^{2}(M;\mathbb {Z} )\to 0}
이므로, {\displaystyle H^{1}(M;{\mathcal {O}}^{*})\cong 2\pi iH^{2}(M;\mathbb {Z} )}이며, 슈타인 다양체에서의 제2 쿠쟁 문제의 해결의 필요충분조건은 {\displaystyle H^{2}(M;\mathbb {Z} )\cong 0}이다.

## 역사
프랑스의 수학자 피에르 쿠쟁(프랑스어: Pierre Cousin)이 1895년에 제시하였다.

## 참고 문헌
1. ↑  Cousin, P. (1895). “Sur les fonctions de n variables”. 《Acta Mathematica》 (프랑스어) 19: 1–62. doi:10.1007/BF02402869.

## 같이 보기
- 카르탕 정리
- 미타그레플레르 정리
- 바이어슈트라스의 곱 정리
- 지수열